# Honest (singolo Future)
Honest è un brano musicale del rapper statunitense Future, estratto come primo singolo d'anticipazione dall'omonimo album Honest.

## Tracce
Download digitale
1. Honest – 3:21

## Classifiche
| Classifica (2013)         | Posizione massima |
| ------------------------- | ----------------- |
| Stati Uniti               | 33                |
| Stati Uniti (R&B/Hip-Hop) | 18                |